# موت الأنا
موت الأنا هو «الفقدان الكامل للهوية الذاتية الشخصية». يُستخدم هذا المصطلح في سياقات متداخلة مختلفة، مع معان ذات صلة. في سياق علم النفس التحليلي، يُستخدم المصطلح المرادف، الموت النفساني، والذي يشير إلى التحول الجوهري في النفس. في أسطورة الموت والبعث، موت الأنا هو طور تسليم الذات والانتقال، مثل ما وصفه جوزيف كامبل في بحثه عن أسطورة رحلة بطل. وهو موضوع متكرر في بعض الأساطير العالمية ويُستخدم أيضًا كاستعارة مجازية في بعض فروع التفكير الغربي المعاصر.
في وصف التجارب المخدرة، يستخدم المصطلح بشكل مترادف مع فقدان الأنا للإشارة إلى فقدان (مؤقت) للإحساس بالذات بسبب استخدام المخدر. استخدم المصطلح على هذا النحو أيضًا من قبل تيموثي ليري وآخرين لوصف الطور الأول من تريب الإل إس دي (ثنائي إيثيل أميد حمض الليسرجيك)، إذ يحصل تكامل بين الذات الحقيقية والذات الوهمية. يُستخدم هذا المصطلح أيضًا في الروحانيات المعاصرة وفي الفهم الحديث للديانات الشرقية لوصف الفقدان الدائم للارتباط بالإحساس المنفصل بالذات والتركيز المتمحور حول الذات. هذا المفهوم هو جزء مؤثر من تعاليم إيكهارت تول، التي تتجسد الأنا وفقها من خلال تراكم للأفكار والعواطف، التي تحدده باستمرار، مما يخلق الفكرة والشعور بكونها كيان منفصل، ويمكن للمرء، من خلال إلغاء هذا التحديد من وعيه فقط، أن يتحرر فعلًا من المعاناة (بالمعنى البوذي).

## تعريفات
عُرّف موت الأنا، ومصطلح «خسارة الأنا» المرتبط به، في سياق الروحانيات من قبل عالم الدراسات الدينية دانييل مكور على أنه «تجربة لا يمكن تصورها لا يوجد فيها شعور بالهوية الذاتية. إنها التجربة التي تبقى ممكنة في حالة غيبوبة عميقة للغاية عندما تُثبط وظائف الأنا الخاصة بالتحقق من الواقع، والإدراك الحسي، والذاكرة، والعقلانية، والخيال، وتمثيل الذات[...] يطلق عليها المسلمون الصوفيون اسم الفناء (الهلاك)، وأطلق عليها القباليون اليهود من العصور الوسطى اسم قبلة الموت».
يعتبر كارتر فيبس أن التنوير يساوي موت الأنا، ويعرفه على أنه «الزهد، الرفض، وفي نهاية المطاف فقدان الحاجة إلى التمسك بوجود منفصل متمحور حول الذات».
في علم النفس التحليلي، يُعرّف فينتغوت وميريك موت الأنا على أنه «تحول جوهري في النفس». سُمي هذا التحول في الشخصية باسم «موت الأنا» في البوذية أو موت النفس من قبل يونغ.
في علم مقارنة الميثولوجيا، موت الأنا هي الطور الثاني من وصف جوزيف كامبل لرحلة البطل والتي تشمل مرحلة من الانفصال والانتقال والدمج. الطور الثاني هو طور الاستسلام الذاتي وموت الأنا حيث يعود البطل بعد ذلك لإثراء العالم باكتشافاته.
في الثقافة التخدير، يُعرّف ليري، ميتزنر وألبرت (1964) موت الأنا، أو فقدان الأنا كما يسمونها، كجزء من التجربة (الرمزية) للموت التي يجب أن تموت فيها الأنا القديمة قبل أن تولد روحيا من جديد.